# Quatuor Loewenguth
Le quatuor Loewenguth était un quatuor à cordes français fondé en 1929 par Alfred Loewenguth, qui en fut le premier violon pendant toute son existence.
En 1938, il fait une grande tournée aux États-Unis et au Canada, jouant les Quautors de Delannoy, Ermend Bonnal, Paul Paray, Tansman et Roger-Ducasse.
Son frère Roger Loewenguth fut le violoncelliste pendant les dernières années, prenant la succession de Pierre Basseux.
Jean-Pierre Sabouret fut le 2e violon de 1967 à 1975, après Maurice Fuéri, puis Jacques Gotkovski. Philippe Langlois le remplaça en 1976.
Louis Martini fut l'alto au début. Puis ce fut Roger Roche, suivi de Jean-Claude de Waele.
Jacques Borsarello tint l'alto pendant les quatre dernières années d'existence du quatuor.
Ce quatuor à cordes a eu une renommée internationale et a gravé de nombreux disques, de Bach à Milhaud, avec une insistance particulière sur Haydn, Mozart, Beethoven et la musique française. Il a obtenu un Grand Prix du disque pour les quatuors de Debussy et de Ravel (Deutsche Grammophon). Les quatuors de Chostakovitch firent souvent  partie de leur répertoire en concert.
Le quatuor Loewenguth fait des tournées en Afrique du Sud en 1955, 1956 et 1964.
Il fut dissous en 1983, à la mort de son fondateur.